# Pseudonympha arnoldi
Pseudonympha arnoldi är en fjärilsart som beskrevs av Van Son 1941. Pseudonympha arnoldi ingår i släktet Pseudonympha och familjen praktfjärilar. Inga underarter finns listade.